# Antonio Abascal Díaz Barreiro
Antonio Abascal Díaz Barreiro (Ciudad de México, 1 de febrero de 1966) es un narrador, poeta y dramaturgo mexicano. Su novela Las leyes del marino (1995) obtuvo el Premio Gran Angular México 1996.

## Biografía
Nacido en la Ciudad de México en 1966, estudió ciencias de la comunicación en la Universidad Internacional (UI).
Ha publicado diversos artículos para diarios y revistas. Su novela Las Leyes del marino fue galardonada con el Premio Gran Angular México en 1996, otorgado por Ediciones SM y el Consejo Nacional para la Cultura y las Artes (CONACULTA), a través de la Dirección General en Publicaciones.
Actualmente se desempeña como guionista y consultor para la industria del cine y la televisión.

## Publicaciones seleccionadas

### Antologías
- Abascal Díaz Barreiro, Antonio; Acosta, Andrés; Beltrán Brozon, Mónica; Castro, Raquel; Cohen, Tamar; Malpica, Antonio; Rendón Ortiz, Gilberto; Riva Palacio Obón, Martha; Sánchez Cetina, José Antonio; Sandoval, Jaime Alfonso (2016). ¡La fiesta!. Ciudad de México: Ediciones SM (Gran Angular). ISBN 9786072418066.

### Novelas
- Díaz Barreiro, Antonio Abascal. Las leyes del marino. Col del Valle, México, D.F: Consejo Nacional para la Cultura y las Artes : Ediciones SM. ISBN 9789687791111.